# Roland Richardson
Roland Richardson   (Dartmouth, 14 de maig de 1878 - South River Lake, 17 de juliol de 1949) va ser un matemàtic canadenc que va treballar als Estats Units.

## Vida i Obra
Richardson es va graduar a la universitat d'Acàdia el 1898. Els anys següents va ser professor a les escoles de Margaretsville i Westport, de la qual també va ser director. El 1903 va ingressar a la universitat Yale on va obtenir el doctorat en matemàtiques el 1906 sota la direcció de James Pierpont. El curs 1908-1909 va estar ampliant estudis a la universitat de Göttingen en la qual va conèixer Richard Courant, deu anys més jove, però ja assistent de David Hilbert.
A partir de 1909 va ser professor de la universitat de Brown, en la qual va ser degà de l'escola de graduats i cap del departament de matemàtiques. Es va jubilar el 1948. A més, va ser secretari de la Societat Americana de Matemàtiques des de 1921 fins a 1940, càrrec des del qual va promoure la immigració de matemàtics jueus que fugien de l'Alemanya nazi. Va ser ell qui va portar a Brown matemàtics de la talla de Hans Lewy, Otto Neugebauer, William Feller i William Prager. La seva tasca a Brown també va ser important, revitalitzant el departament i l'escola de graduats, cosa que va fer que a partir de 1928 disminuís la seva producció científica ja que havia de dedicar molt de temps a les activitats acadèmiques i organitzatives.
Richardson va publicar unes trenta-cinc obres, les primeres de les quals, seguint el seu mestre Pierpont, van ser sobre integració de uncions de variable real. Després de la seva estança a Göttingen es va interessar per la teoria de Sturm-Liouville i pels teoremes sobre l'oscil·lació de les solucions de les equacions diferencials lineals de segon ordre.